# Ngựa Bắc Phi

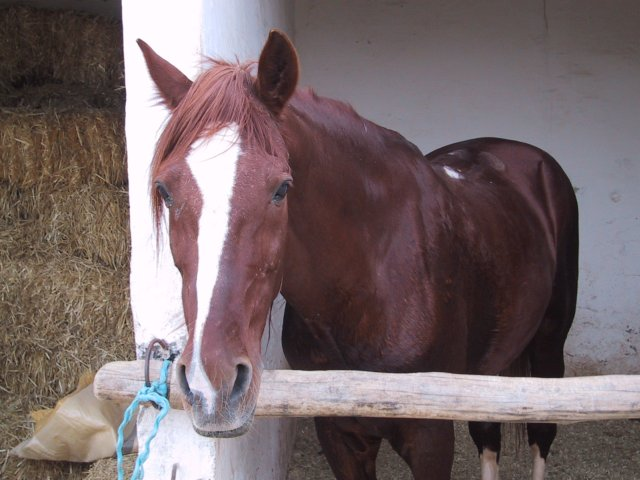
Một con ngựa Bắc Phi

Ngựa Bắc Phi hay còn gọi là ngựa cỏ Bắc Phi, ngựa Barb hoặc ngựa Berber (tiếng Berber: ⴰⵢⵢⵉⵙ ⴰⵎⴰⵣⵉⵖ; tiếng Ả Rập: حصان بربري) là một giống ngựa có nguồn gốc ở phía Bắc châu Phi được biết đến với sức chịu đựng tuyệt vời và khả năng chịu đựng dẻo dai. Các con ngựa Barb thường sở hữu một tính khí bốc lửa và không điển hình dáng thể thao, nhưng vẫn có ảnh hưởng giống ngựa hiện đại. Giống ngựa hổ là con lai của ngựa Bắc Phi (Barb) và ngựa hoang.

## Lịch sử giống

### Tại Bắc Phi
Người ta chưa thể biết được một cách chính xác lịch sử hình thành, nguồn gốc của giống ngựa này, chỉ biết rằng, chúng có nguồn gốc xa xưa. Trước đây, nhiều bộ lạc châu Á rồi sau đó là Bắc Âu và Tây Âu đã bắ đầu thuần hoá ngựa hoang. Họ buộc chúng vào xe và cưỡi trên lưng chúng. Những ai có ngựa nuôi thường đi được xa hơn, buôn bán với các bộ lạ khác thuận lợi hơn, săn bắn được xa hơn và bắt đầu tiến hành chiến tranh để cướp đất đai.
Vào đầu thiên niên kỷ thứ nhất, cả Trung Cận Đông lẫn Hy Lạp, Ai CẬp đều chưa biết đến kỵ binh. Rất có thể con ngựa ở các xứ này chưa thuộc loại ngựa khoẻ, có sức chịu đựng chưa mấy tốt, hoặc sợ ngồi trên lưng con ngựa để đánh nhau thì rất nguy hiểm. Từ kế kỷ thứ 8 cho đến thế kỷ thứ 11, người hồi giáo Mô-Rơ ở Bắc Phi đã dùng những đạo kỵ binh chiếm lĩnh trọn vẹn cả vùng này và đe doạ đến nước Tây Ban Nha. Dòng máu của giống ngựa Bắc Phi hoà cùng dòng máu ngựa địa phương đã cho ra đời giống ngựa Andalousia nổi tiếng sau này và phát triển cả ở châu Âu.
Một số người tin rằng giống ngựa này có nguồn gốc từ Bắc Phi trong thế kỷ thứ 8, khoảng thời gian mà người Hồi giáo đến khu vực. Có nhiều tranh cãi về việc liệu ngựa Barb và ngựa Ả Rập có chung một tổ tiên hay không, hoặc giả nếu ngựa Ả Rập là một tiền thân của Barb thì sao. Những giống ngựa bản địa của khu vực có thể bị ảnh hưởng bởi sự giao phối lẫn nhau của giống ngựa phương Đông, bao gồm cả con ngựa Ả Rập, ngựa Turkoman hay ngựa Akhal-Teke, và ngựa Caspian, có cả ngựa Iberia mang về từ châu Âu bởi những kẻ xâm lược Berber sau khi họ chinh phục miền nam Tây Ban Nha. Ngày nay, một số giống của ngựa Barb bao gồm Algeria, Marốc và Tunisia.
Khi nhập khẩu vào châu Âu, chúng đôi khi nhầm lẫn với ngựa Ả-rập, mặc dù chúng có những đặc điểm thể chất khác biệt rõ rệt. Những người châu Âu thấy rằng kích thước của chúng là tương tự và xử lý của họ là ngựa Berber của người Hồi giáo nói tiếng Ả Rập. Một ví dụ về sự nhầm lẫn như vậy là Godolphin Ả Rập, một trong những con đực nền tảng của giống Ngựa Thuần Chủng Thoroughbred, là một con ngựa Ả Rập nhưng, do nguồn gốc Ma-rốc của ông, được gọi là "Godolphin Barb." Các con ngựa Barb nay được nuôi chủ yếu ở Morocco, Algeria, Tây Ban Nha và miền Nam nước Pháp. Do thời buổi kinh tế khó khăn ở Bắc Phi, số lượng ngạnh thuần chủng đang giảm. Một Tổ chức Thế giới của ngựa Barb, được thành lập tại Algeria vào năm 1987, đã được thành lập để thúc đẩy và bảo tồn giống ngựa này.

### Tại châu Âu
Các con ngựa Barb có thể có ảnh hưởng nhiều đến các giống đua trên khắp thế giới hơn bất kỳ con ngựa khác ngoại trừ Ả Rập. Những kẻ xâm lược Berber từ Bắc Phi khi mất ngựa, tiền thân của chúng ngày nay, đến châu Âu từ những năm đầu thế kỷ thứ tám trở đi. Sau khi thành lập với người định cư trên bán đảo Iberia, con ngựa Barb được lai tạo với giống ngựa của Tây Ban Nha không dưới 300 năm của bảo trợ của Vương triều Umayyad để phát triển các vùng Andalucia (và Lusitano). Các con ngựa Andalucia đã được đánh giá caovà nó được sử dụng cho các loại làm giống nền cho sự phát triển lớn trong ngựa chăn nuôi trên toàn thế giới.
Tài liệu tham khảo lịch sử để ngựa "Barbary" bao gồm Roan Barbary, thuộc sở hữu của vua Richard II của Anh trong thế kỷ 14. Những con ngựa Barb đã được đánh giá cao bởi những tay buôn ngựa người châu Âu khác, bao gồm cả người Ý, mà gia đình quý tộc thành lập chuồng đua lớn. Trong suốt thế kỷ 16, Henry VIII đã mua một số ngựa Barbary từ Federico Gonzaga của Mantua, nhập khẩu bảy ngựa cái và một con ngựa giống. Ông tiếp tục mua chúng là những con ngựa Andalusians khác. Sau khi Chuồng ngựa Hoàng gia đã được bán ra dưới thời tay Cromwell, chủ sở hữu tư nhân ở Anh tiếp tục coi trọng ngạnh và sử dụng chúng để phát triển các dòng Thoroughbred. Sự ảnh hưởng của Barb cũng là điều hiển nhiên trong Argentina Criollo, Paso Fino, và nhiều người khác giống Tây bán cầu, bao gồm cả các con ngựa Quarter Mỹ, ngựa Mustang và ngựa Appaloosa.

### TạiViệt Nam
Vào thời thực dân Pháp chiếm đóng Việt Nam, tại Sài Gòn, một phần Đồng Tập Trận biến thành trường bắn, một phần làm nghĩa địa và một phần khác làm doanh trại quân bộ binh án ngữ hướng tây nam của Sài Gòn. Mỗi cuối tuần, để giải tỏa những cơn buồn viễn xứ, đám lính bộ binh Pháp tự tổ chức những trận cá độ đua ngựa. Ngựa độ lúc đó chỉ là những chú ngựa cỏ Bắc Phi dùng thồ hàng quân sự. Chúng nhỏ con, dai sức, chở nặng nhưng không thể phi nước đại. Những chú ngựa này, khi về già hoặc thương tật bị đưa về trại Service Vétérineire (trại thú y quân sự) Tân Sơn Nhất (gần ngã Năm Chuồng Chó bây giờ) để định mạng
Ngựa thương tật nhưng còn non thì vào lò mổ cung cấp thịt cho các đơn vị quân sự. Ngựa già thì bán cho dân ta làm ngựa kéo xe (xe thổ mộ) chuyên đưa đón các bà nội trợ đi chợ đường xa. Khi chính quyền Pháp cho mở con đường đất đỏ tên Verdun (nay là Điện Biên Phủ) một nhà thầu hậu cần của quân Pháp đầu tư một vòng đua nhỏ cạnh con đường mới mở, trường đua ấy nằm tại giao lộ đường Verdun với đường Le grand de la Liraye (nay là đường Cách mạng Tháng Tám). Trường đua Phú Thọ hoạt động rầm rộ cho đến Cách mạng Tháng Tám 1945 thì tạm đóng cửa.
Đã có người Việt đi nước ngoài tinh tuyển 2 ngựa giống ngựa Ảrập đưa về trường đua Phú Thọ gây giống. Ngựa Arập to xác, chạy nhanh nhưng không dai sức. Ngựa cỏ Bắc Phi đang có tại Việt Nam nhỏ con, mạnh mẽ, dai sức nhưng chạy không nhanh. Những người thuần dưỡng ngựa cho lai hai giống ngựa đó và cho ra một thế hệ ngựa đua vừa to xác, dai sức vừa nhanh nhẹn, mua nọc từ ngựa Arập cản giống cho ngựa nhà (cản là phối giống), ngựa đua Sài Gòn không thuần chủng mà lai tạp để lấy đặc tính tốt.

## Đặc điểm
Các con ngựa Barb là những con ngựa cưỡi sáng màu nổi tiếng với khả năng chịu đựng của nó. Nó có một đoạn ngăn mạnh mẽ trước mặt, vai cao, lưng ngắn, một cái mông dốc, và đuôi của nó thấp. Nó khỏe mạnh với đôi chân sạch sẽ và móng guốc tạo ra âm thanh. Nó không có một dáng ngựa đặc biệt tốt, nhưng phi nước đại như chạy nước rút. Nó được sử dụng như là đàn ngựa giống để phát triển giống ngựa đua như Ngựa Thuần Chủng, Thoroughbred, Ngựa American Quarter, và các giống ngựa tiêu chuẩn. Các màu sắc chủ đạo của nó là màu xám, vịnh, đen, hạt dẻ, nâu và ngựa cũng được tìm thấy. Các con ngựa Barb có chiều cao khi đứng là 1,47-1,57 mét (14,2-15,2 in) tính tới vai.
Mặc dù tầm quan trọng của nó như là một tiền thân của các giống khác, nhưng ngựa Barb có ít nổi tiếng hơn so với ngựa Ả Rập, có thể bởi vì nó được coi là một giống kém hấp dẫn về ngoại hình. Trong những phẩm chất quan trọng khác, ngựa Barb có sức chịu đựng cùng và độ bền, khả năng tương tự để phát triển mạnh với một khẩu phần ăn ít ỏi, và cùng chắc chắn ở đôi chân, cặp vó vững vàng và tốc độ trên một khoảng cách ngắn. Chúng được biết đến là có tính khí bốc lửa
Các con ngựa Barb cũng được đánh giá cao vì nó "cơ thể mạnh mẽ, hơi ngắn, hoàn hảo cho màn collection- tư thế mà làm cho trọng lượng chịu lực dễ dàng nhất cho ngựa của nó háo hức học hỏi và tính chất nhẹ nhàng của nó. Do những đặc điểm, bắt đầu trong thế kỷ 16, những con ngựa cũng được tập huấn cho cuộc đua trình diễn dressage, tại Paris và các thủ đô châu Âu khác. Mười sáu thế kỷ và chân dung sau thuế tài nguyên trên ngựa thường được miêu tả sau này trong các vị trí dressage. Nhưng nhìn chung, chúng không phải là giống ngựa thể thao.

## Abaco Barb
Các con ngựa Abaco Barb là một chủng nguy cấp của thuộc địa Tây Ban Nha ngựa được tìm thấy trên đảo Great Abaco tại Bahamas. Các con ngựa Abaco Barb được cho là có nguồn gốc từ những con ngựa đã sống sót trong các vụ đắm tàu trên những hòn đảo trong thuộc địa Tây Ban Nha ở châu Mỹ và vùng biển Caribbean. Quần thể ngựa hoang dã Abaco phát triển mạnh, chúng chạy nhãy chạy tự do trên khu vực Great Abaco với tổng số hơn 200 con ngựa. Các con ngựa Abaco Barb được nhìn thấy trong các màu sắc khác biệt với những con ngựa Bắc Phi ở châu Âu, bao gồm cả màu loang-pinto (bao gồm cả tương đối ít gặp là màu văng trắng), có cả màu lang, hồng mã (hạt dẻ), màu đen và nhiều màu sắc khác. Chúng có kích thước nằm trong khoảng 1,32-1,47m (13,0-14,2 gang tay).
Bắt đầu từ những năm 1960, một số sự kiện dẫn đến một sự suy giảm của quần thể loài, bao gồm các lát đường mới thông qua hoặc gần lãnh thổ của chúng, mà gây ra xung đột nhiều hơn với con người; chó săn được đưa vào để đuổi lợn hoang đi sau khi con ngựa thế vào đó, kết quả là thợ săn quay sang săn ngựa và chó hoang thì giết ngựa con. Một số người chơi ngựa Bắc Phi (Abaconians) can thiệp và đưa ba con ngựa còn sống sót đến một trang trại gần Treasure Cay. Đàn tăng lên 35 đầu con. Kể từ năm 1992, tuy nhiên, hơn một nửa những con ngựa đã chết. Tính đến tháng 7 năm 2010, chỉ còn năm thớt ngựa giống Abaco Barb sót lại nhưng tất cả đều mất khả năng sinh sản. Trước đây, loài ngựa này được nuôi phổ biến ở quần đảo Bahamas do nhà thám hiểm nổi tiếng Columbus phát hiện vào năm 1493. Những con ngựa hoang đầu tiên xuất hiện trên đảo Great Abaco, phía bắc Bahamas trong những năm 1800.
Không có ngựa con nào đã được sinh ra từ năm 1998. (Có một ngựa nái mang thai tự nhiên và một bào thai bị phá nhưng không rõ lý do) Đến đầu năm 2010, đàn bò đã giảm đến sáu. Tính đến tháng 8 năm 2013, chỉ có một con ngựa vẫn: một con ngựa sống trong bảo tồn. Vào tháng 2 năm 2014, nó đã được công bố trứng sẽ được thu hoạch từ ngựa. Một con ngựa giống Abaco Barb, Capella là người mẫu cho một tác phẩm điêu khắc Breyer vào năm 2005 về ngựa để tôn vinh các giống như là một phần của một chiến dịch công khai trên diện rộng để xây dựng hỗ trợ để bảo tồn giống ngựa này.